# ロス・エスタードス島
ロス・エスタードス島（Isla de los Estados）はアルゼンチン領の島。フエゴ島の東端からルメール海峡（Le Maire Strait）を隔てて東に29kmの場所にある。名前はスターテン・ヘネラールにちなむもので、元のオランダ語の名前はアメリカ合衆国ニューヨーク州のスタテンアイランドと同じである。
ティエラ・デル・フエゴ州ウシュアイアに属する。人のいる場所は、島の北側にあるフィヨルド内に位置するPuerto Parry海軍基地である。同所は1978年に設立され、45日のローテーションで4人の海兵隊員が勤務している。
島は東西約65km、南北15kmであり、面積は534平方キロメートルである。最高地点は標高823mである。
周辺には小島や岩が散在し、そのなかで最大のものは北に6.5kmはなれたオブセルバトリオ島である。
島の東端にセントジョン岬があり、船が西にあるルメール海峡の潮流を避ける目印になっています。

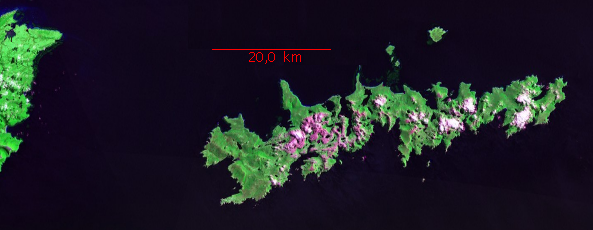
ランドサットによるロス・エスタードス島の画像。左はフエゴ島。